# Mercy Bampo Addo
Mercy Bampo Addo là một nhà ngoại giao Ghana và là thành viên của Đảng Yêu nước mới của Ghana. Cô hiện là Cao ủy Ghana của Malta, đã nhậm chức vào tháng 7 năm 2017.

## Đại sứ bổ nhiệm
Vào tháng 7 năm 2017, Tổng thống Ghana Nana Akufo-Addo đã chỉ định Mercy Bampo Addo làm đại sứ của Ghana tại Malta. Cô là một trong số 22 người Ghana nổi tiếng khác, những người được chỉ định đứng đầu các cơ quan ngoại giao khác nhau trên thế giới.